# Мопертюи, Пьер Луи де
Пьер Луи́ Моро́ де Мопертюи́ (фр. Pierre-Louis Moreau de Maupertuis; 28 сентября 1698[…], Сен-Мало, Королевство Франция — 27 июля 1759[…], Базель, Швейцарский союз) — французский математик, естествоиспытатель, механик, астроном, физик и геодезист.

## Биография
Родился в местечке Сен-Жуан-де-Гере близ города Сен-Мало; получив блестящее домашнее образование, первоначально избрал себе военную карьеру. В 1718 году зачислен в мушкетёры и служил в кавалерии (сначала в звании лейтенанта, позже — капитана). Однако природные наклонности к точным наукам побудили его в 1722 году выйти в отставку и поселиться в Париже, наслаждаясь интеллектуальной жизнью парижских кафе и продолжая при этом усиленно заниматься математикой. Начиная с 1724 года Мопертюи публикует ряд научных работ; в первой из них — «О форме музыкальных инструментов» («Sur la forme des instruments de musique») — исследуется влияние формы инструмента на характеристики извлекаемых из него звуков, а затем молодой учёный занимается задачами на максимумы и минимумы, изучает свойства циклоиды и других плоских кривых.

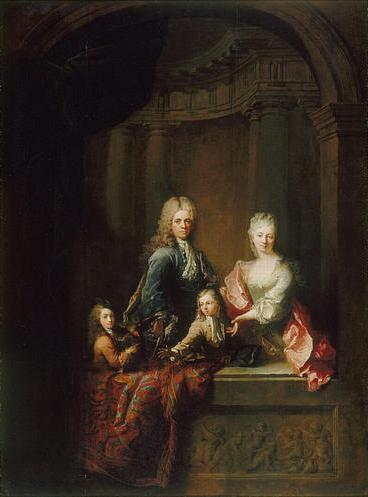
Портрет семейства Моро де Мопертюи. Картина Р. Турньера

Побывав в 1728 году в Англии, где был избран членом Лондонского Королевского общества, и изучив в Базеле (1729—1730 годы) под руководством Иоганна Бернулли труды Лейбница и Ньютона, Мопертюи вернулся во Францию приверженцем и распространителем идей Ньютона, тогда ещё мало известных в континентальной Европе. В 1731 году избран членом Парижской академии наук и затем назначен главой геодезической экспедиции, посланной в Лапландию для измерения длины земного меридиана (1736—1737 годов).
Результаты экспедиции стали убедительным опровержением гипотезы Кассини (династия французских астрономов) о вытянутости земного эллипсоида и принесли Мопертюи всеевропейскую известность. Отражена была лапландская экспедиция и в философско-фантастическом романе Вольтера «Микромегас», в котором житель Сириуса Микромегас беседует с участниками этой экспедиции. Вольтер в это время очень высоко ставил Мопертюи, прославляя его деятельность в стихах и прозе, составил надпись для его портрета и в письменных обращениях к учёному называл его «mon cher applatisseur des mondes et des Cassinis» ‘мой дорогой, приплюснувший миры и Кассини’.
По приглашению короля Фридриха II Мопертюи в 1740 году переселился в Пруссию; после начала первой Силезской войны Мопертюи, вспомнив свои кавалерийские навыки, сопровождал короля во время похода в Силезию и в битве при Мольвице (1741) попал в плен к австрийцам, но вскоре был освобождён по указанию Марии Терезии и вернулся в Берлин. После двухлетнего пребывания (1742—1744 годы) во Франции (где 27 июня 1743 года был избран членом Французской академии) Мопертюи осенью 1744 года возвратился в Берлин и в 1745—1753 годах был президентом Физико-математического класса Берлинской академии наук.
Однако развернувшаяся вокруг предложенного Мопертюи принципа наименьшего действия полемика (см. далее) и в особенности написанная Вольтером (выступившим на стороне Кёнига) остроумная «Диатриба доктора Акакия, папского лекаря» (Diatribe du Docteur Akakia, médecin du pape, 1752), имевшая среди просвещённой публики колоссальный успех, нанесли серьёзнейший удар по репутации учёного (против него, писал Вольтер, ополчилась вся литературная Европа — кроме Эйлера и Мериана). В результате Мопертюи пришлось в 1756 году уехать из Берлина в Париж, где он в основном и провёл свои последние годы.
Умер Мопертюи в Базеле в присутствии двух монахов-капуцинов; перед смертью он признал, что христианство «ведёт человека к величайшему благу при помощи величайших возможных средств».
Помимо уже упоминавшихся произведений Вольтера, к Мопертюи обращены два стихотворных послания прусского короля Фридриха II Великого (написанные — как и все стихотворения Фридриха — на французском языке). С немецкого перевода их перевёл на русский язык прозой молодой Г. Р. Державин — в составе знаменитых «Од, сочинённых при горе Читалагае». Под пером Державина, не знавшего французского языка и не так разобравшего имя, Мопертюи превратился в «Мовтерпия».

## Признание и память
- Член Парижской академии наук (adjoint géomètre: 1723; pensionnaire géomètre: 1731)[11]
- Член Французской академии (1743)[12]
- Член Лондонского Королевского общества (1728)[13]
- Член Берлинской академии наук (1746)[14]
- Почётный член Петербургской академии наук (1738)[15][6]

В честь Мопертюи названы
- кратер на Луне и
- астероид 3281 Мопертюи[англ.][16], открытый в 1938 году финским астрономом И. Вяйсяля.

## Научная деятельность
Работы Мопертюи посвящены механике, математическому анализу и геометрии, а также геодезии, астрономии и биологии. Полное собрание сочинений Мопертюи было издано в Лионе в 1768 году.

### Экспедиция в Лапландию
В 1730-е годы обострился спор об истинной форме Земли. В теоретических работах Гюйгенса и Ньютона утверждалось, что она имеет форму сплюснутого эллипсоида вращения. В то же время основатель династии французских астрономов Джованни Доменико Кассини держался мнения, что Земля представляет собой вытянутый эллипсоид вращения; это же мнение разделяли его сын Жак и внук Франсуа, при которых во Франции начали производить точные геодезические измерения. Чтобы решить этот спор, Французская академия наук в 1735—1736 годах снарядила две экспедиции — одну (под руководством Мопертюи и Клеро) в Лапландию, а другую (под начальством Буге и Ла-Кондамина) — в Перу, в район Mitad del Mundo (на территории современного Эквадора). Целью обеих экспедиций было измерение — с достаточной степенью точности — длины градуса земного меридиана, что и позволило бы выяснить, какая именно гипотеза верна.
Посланец физики, отважный мореход,

Преодолев и горы, и моря,

Влача квадрант средь снега и болот,

Почти что превратившись в лопаря,

Узнал ты после множества потерь,

Что знал Ньютон, не выходя за дверь.
Результаты обоих градусных измерений показали, что Земля представляет сплюснутый эллипсоид вращения; таким образом, победа оказалась на стороне ньютонианцев, к которым принадлежал и Мопертюи. Мопертюи изложил научные результаты, полученные в лапландской экспедиции, в работах «О фигуре Земли» («Sur la Figure de la Terre») и «Отчёт о путешествии по приказу короля к Полярному кругу» («Relation du voyage fait par ordre du Roi au cercle polaire») (1738); кроме этого, он написал несколько учебных книг по астрономии. В сочинении 1742 года «Рассуждение о фигуре звезд» рассмотрел проблему маленьких светлых пятен на небе, или туманных звёзд, использовав новые списки таких объектов Я.Гевелия и Э.Галлея (явно по статье Дерхэма 1733 г.). Высказал идею о вращении космических туманностей (галактик) по аналогии с вращением планет Солнечной системы. Основанием для этой аналогии послужило то, что орбиты планет Солнечной системы имеют эллиптическую форму, и такую же форму Мопертюи обнаружил у далёких космических туманностей. Этот вывод Мопертюи оказал сильное влияние на Иммануила Канта при разработке последним небулярной гипотезы, в которой постулируется, что планеты образовались из солнечного вещества, находившегося в состоянии вращательного (вихревого) движения.

### Принцип Мопертюи — Эйлера

#### Мемуар 1744 года

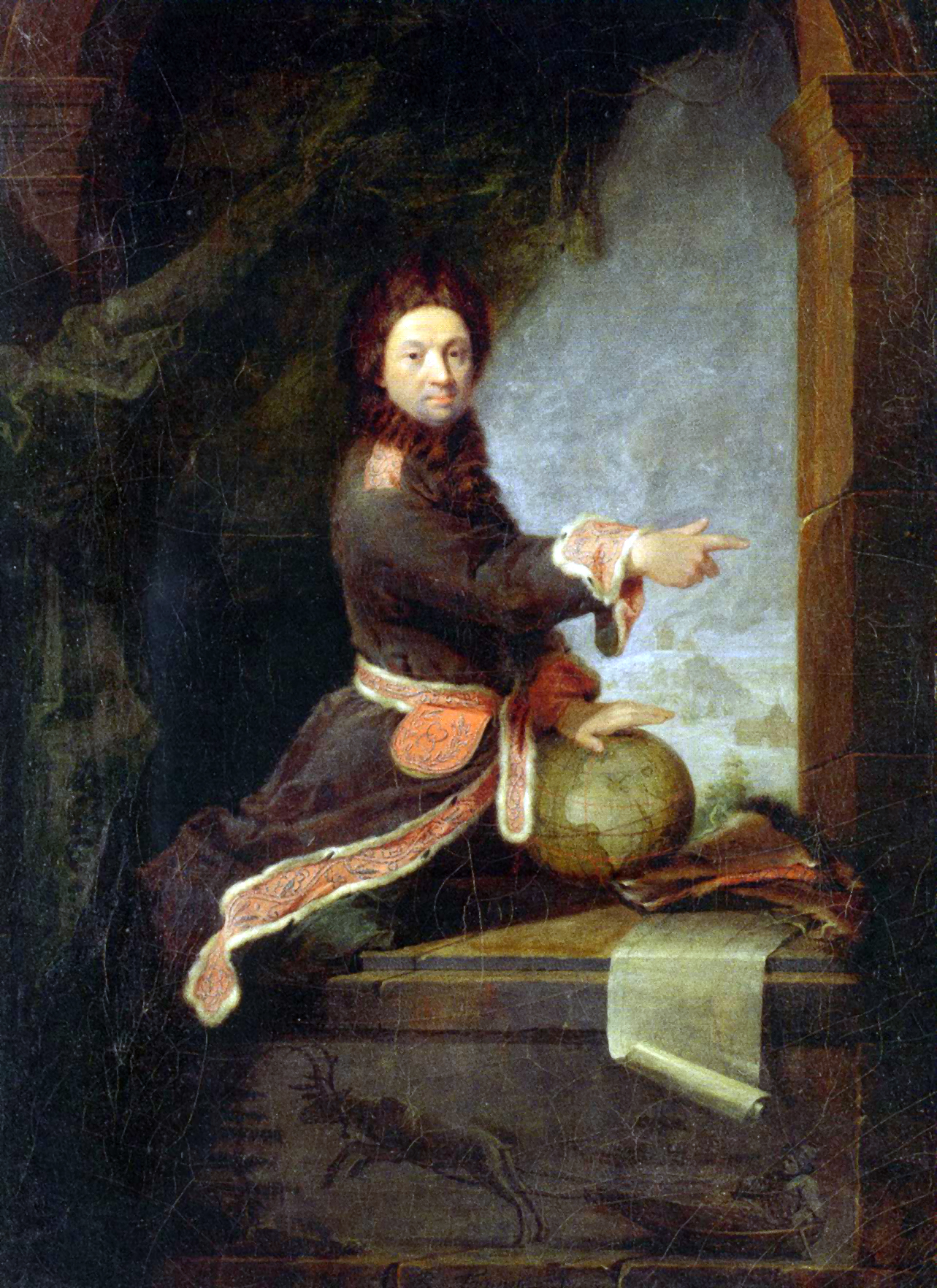
Пьер Луи Мопертюи кисти Робера Турньера (1740)

Наиболее известным научным вкладом Мопертюи стал предложенный им принцип наименьшего действия. Впервые он был сформулирован (правда, в нечёткой форме и без доказательства) в мемуаре «Согласование различных законов природы, которые до сих пор казались несовместимыми» («Accord de différentes loix de la Nature qui avoient jusqu’ici paru incompatibles»), доложенном Мопертюи в Парижской академии наук в 1744 году. В данном мемуаре Мопертюи — отталкиваясь от более ранних своих исследований, касавшихся условий равновесия твёрдых тел и изложенных в статье «Закон покоя тел» («La loi du repos des corps») — вводит понятие «действия» (полагая его мерой сумму произведений масс на их скорости и на элементы пути) и формулирует свой принцип, согласно которому истинная траектория частицы отличается от любой другой тем, что действие для неё является минимальным (принцип Мопертюи).
Данный принцип Мопертюи применяет в своём мемуаре к явлениям распространения, отражения и преломления света. При этом он, неточно воспроизводя мысли П. Ферма о распространении света, критикует тезис о том, что свет движется так, чтобы затратить при своём прохождении наименьшее время. Мопертюи говорит: «Свет при пересечении различных сред не идёт ни более коротким путём, ни путём более короткого времени… он выбирает путь, имеющий более реальное преимущество: путь, которого он придерживается, является путём, для которого количество действия будет наименьшим». Попутно Мопертюи критикует также и «принцип наиболее лёгкого пути» Г. В. Лейбница.
Мопертюи доказывает, что если свет распространяется из точки {\displaystyle A} одной среды в точку {\displaystyle B} другой так, что на его пути действие минимально, то преломление на границе раздела двух сред происходит по закону Декарта, причём бо́льшая скорость соответствует более преломляющей среде. Он показал также, что при прямолинейном распространении и при отражении свет также подчиняется принципу наименьшего действия. Касаясь иных применений выдвинутого им принципа, Мопертюи отмечает, что «произведение протяжённости на скорость» (речь в данном месте идёт об одной частице, а потому Мопертюи массу не упоминает) не только «в движении лучей, но и во всех движениях и во всех действиях Природы на самом деле является наивозможно малым, и именно в этом состоит принцип наименьшего действия».

#### Вклад Эйлера
Провозгласив новый закон природы, заключающийся в минимальности действия, Мопертюи (математические способности которого, по замечанию К. Ланцоша, «были гораздо ниже уровня его времени») не дал, однако, чёткого определения той величины, которую требуется минимизировать. Фактически он ограничился рассмотрением только таких задач, где характеристики движения меняются рывком и однократно (причём до и после этого скачкообразного изменения движение протекает по законам инерции); задач, в которых требуется рассчитывать движения с непрерывно изменяющимися характеристиками, он не касался. Аналитическое оформление и существенное обобщение принципа Мопертюи (а также применение к ряду важных для практики задач) были даны Л. Эйлером в работе «Метод нахождения кривых линий, обладающих свойством максимума или минимума» («Methodus inveniendi lineas curvas maximi minimive proprietate gaudentes sive solutio problematis isoperimetrici latissimo sensu accepti»), опубликованной в том же 1744 году. В ней Эйлер строго доказал принцип наименьшего действия для случая движения материальной точки под действием центральной силы.
По Эйлеру, применительно к одной материальной точке действие {\displaystyle A} на участке {\displaystyle MN} её траектории выражается формулой
{\displaystyle A=\int \limits _{M}^{N}mv\,ds,}
где {\displaystyle v} — скорость точки, {\displaystyle s} — отсчитываемая вдоль траектории линейная координата; речь идёт о минимизации данного интеграла. После этого результата принцип наименьшего действия начинает обретать признание. Заметим, что именно Эйлер дал, начиная с 1744 года, и первые применения нового вариационного принципа (принцип Мопертюи — Эйлера) к ряду важных для практики задач (движение снарядов, центральное движение и т. д.); он обратил внимание и на ограничения применимости данного принципа (в частности, Эйлер — в отличие от Мопертюи — знал, что и действительное, и варьированное движения должны удовлетворять закону сохранения механической энергии), и на то, что в некоторых случаях действие оказывается не минимальным, а максимальным.
Позднее, в 1760 году, Ж. Л. Лагранж распространил принцип наименьшего действия на широкий класс консервативных механических систем со стационарными голономными связями.

#### Мемуар 1746 года
Мопертюи вернулся к принципу наименьшего принуждения в 1746 году в работе «Законы движения и покоя, выведенные из Метафизического принципа» («Les loix de mouvement et du repos déduites d’un Principe Métaphysique»). В ней он пришёл к выводу, что это — «универсальный принцип, на котором основываются все законы», и именно от него «зависят Движение и Покой всех телесных сущностей». Этому «общему принципу» Мопертюи даёт следующую формулировку: «Когда в природе происходит некоторое изменение, Количество Действия, необходимое для этого изменения, является наименьшим возможным». При этом он уточняет: «Количество Действия есть произведение Массы Тел на их скорость и на расстояние, которое они пробегают».
Универсальность принципа наименьшего действия Мопертюи обосновывал достаточно туманными рассуждениями метафизического характера с помощью телеологических и теологических аргументов (вызвавшими в последовавшей затем дискуссии о принципе Мопертюи резкие возражения со стороны современников). В качестве приложений своего принципа Мопертюи на этот раз представил вывод известных законов соударений тел и закона равновесия рычага. Как позднее писал Лагранж, «указанные применения носят слишком специальный характер, чтобы на них можно было построить доказательство общего принципа». К тому же, отмечает К. Ланцош, применение вариационных методов к задаче об упругих столкновениях требует (из-за имеющейся в ней определённых тонкостей) большого искусства; Мопертюи же получил правильный результат при совершенно неверном решении.
Более того, Мопертюи извлекает из принципа наименьшего действия новое доказательство существования Бога, восклицая по поводу выводимых из этого принципа «законов Движения и Покоя»: «Какое удовольствие для человеческого ума, рассматривая эти законы, являющиеся принципом Движения и Покоя всех Тел Вселенной, найти в них доказательство существования Того, кто ею управляет!». Эти законы, пишет Мопертюи, наилучшим образом доказывают «совершенство Верховного Существа: все предметы упорядочены так, что слепая и необходимая Математика выполняет то, что предписал более ясный и более свободный Разум».

#### Полемика вокруг принципа
Попытка Мопертюи использовать для обоснования принципа наименьшего действия телеологические и теологические аргументы, отсутствие внятного указания на условия его применимости вызвали дискуссию, в которой с критикой результатов Мопертюи выступили многие крупные европейские учёные: механики, математики, философы и публицисты. В полемике в основном на первый план выходили не столько физические, сколько метафизические вопросы (касавшиеся представления о конечных причинах и доказательства существования Бога, предложенного Мопертюи).
Начата дискуссия была П. Дарси, который в 1749 году выступил с критической статьёй «Размышления о принципе наименьшего действия г. Мопертюи». В ней Дарси показывал — на примере задачи о соударении двух упругих тел, которые после столкновения оказываются в состоянии покоя, — что принцип Мопертюи может приводить к неверным результатам. Нападая на метафизическое обоснование принципа, Дарси указывал, что вообще-то легко найти некоторую функцию скоростей и масс, предположение о минимальности которой давало бы верные законы движения тел, но заключение о существовании «Верховного Существа» из этого вовсе не следует. Постепенно к дискуссии подключились такие учёные, как Г. Куртиврон, Ж. Л. Даламбер, Х. Вольф и другие. Даламбер, в частности, писал, что опирающиеся на принцип наименьшего действия попытки обосновать науку, исходя из принципа конечных причин (то есть из целей, которые ставит себе «творец мира»), «производят впечатление чахлого дерева».
Новый поворот дискуссии придал в 1751 году И. С. Кёниг, который поставил под сомнение приоритет Мопертюи в формулировке принципа наименьшего действия, утверждая, что ещё Г. В. Лейбниц выдвинул те же самые идеи в частном письме, направленном в 1707 году базельскому математику Якобу Герману. Отрывок из данного письма Кёниг опубликовал в журнале «Acta Eruditorum» (само письмо при этом никогда не предъявлялось, а в опубликованном отрывке, хотя и вводится понятие «действия», чётких указаний на принцип наименьшего действия не содержится).
На защиту приоритета Мопертюи решительным образом стал Л. Эйлер; понимая, несомненно, слабость аргументации Мопертюи, он воздержался не только от какой бы то ни было критики, но даже от упоминания о своих собственных результатах в данной области, употребив весь свой авторитет на то, чтобы добиться признания Мопертюи автором принципа наименьшего действия. Тем не менее приоритет в дискуссии был явно на стороне противников Мопертюи; особенно сильный удар по авторитету учёного был нанесён в уже упоминавшейся «Диатрибе доктора Акакия» Вольтера. Вольтер, издеваясь над телеологией Мопертюи (которая, по мнению Вольтера, сводилась к банальному утверждению, что Бог существует), ехидно заметил, что целесообразность устройства мира особенно проявилась в том, что Бог послал Мопертюи Эйлера, который и дал принципу осмысленное математическое выражение (в то время как сам Мопертюи «ничего не смог понять»).

### Работы по биологии
В 1745 году в Голландии Мопертюи издал книгу «Научная Венера, или Рассуждения о начале людей и животных» («Vénus physique, ou Une dissertation sur l’origine des hommes, et des animaux»). В ней он предстаёт как один из наиболее передовых мыслителей своего времени, решительно выступивший против преформизма. Описывая бесчисленные «частицы», которые плавают в женской и мужской «жидкостях», смешиваются при оплодотворении и образуют в результате эмбрион, Мопертюи показывает, что новый организм наследует признаки каждого из родителей. В качестве примера, подтверждающего данную точку зрения, Мопертюи анализирует генеалогию берлинской семьи, у многих членов которой проявлялась полидактилия.
В этой книге Мопертюи также использовал термин «доминирование», которым в генетике и поныне обозначают подавление одного наследственного признака другим; в частности, признак тёмной окраски доминирует над признаком светлой окраски (Мопертюи отмечал данный факт, рассматривая явление альбинизма у негров). Появление нового признака он рассматривал как спонтанное явление, предвосхищая понятие о «мутациях».
Обсуждая происхождение человеческих рас, Мопертюи писал (обнаруживая взгляды, созвучные позднейшему эволюционизму): «И гиганты, и карлики, и негры, будучи рождены среди других людей, должны были подвергаться невзгодам ввиду высокомерия или страха основной части рода человеческого, и эта часть вытеснила подобные изменённые расы в те места Земли, где климат менее пригоден для обитания. Карлики были оттеснены в полярные области, гиганты окажутся живущими в Магеллановых землях, негры будут народами жаркой зоны».

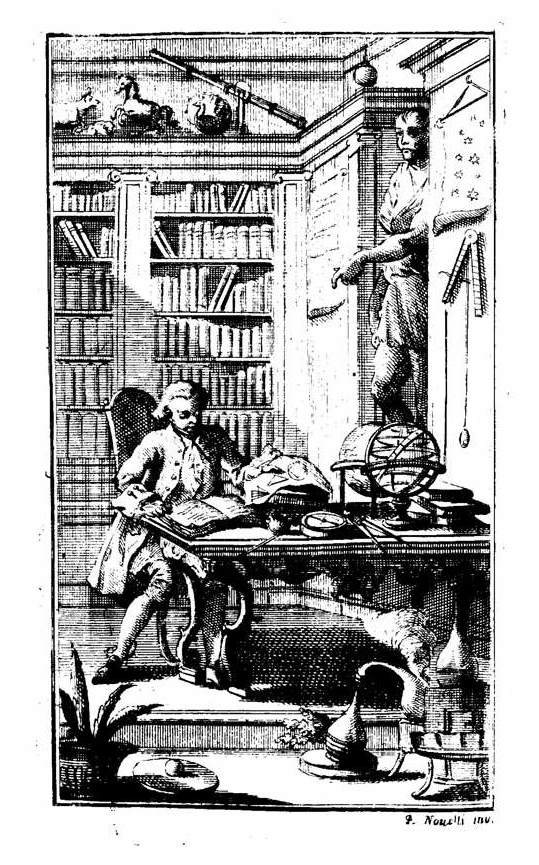
Lettres

## Публикации
- Maupertuis P. L. M.  Sur la forme des instruments de musique. — Paris, 1724.
- Maupertuis P. L. M.  Discours sur les différentes figures des astres. — Paris: L'Imprimerie Royale, 1732.
- Maupertuis P. L. M.  Sur la Figure de la Terre. — Paris, 1738.
- Maupertuis P. L. M.  Relation du voyage fait par ordre du Roi au cercle polaire pour déterminer la figure de la Terre. — Paris, 1738.
- Maupertuis P. L. M.  La loi du repos des corps. — L'Imprimerie Royale, 1740.
- Maupertuis P. L. M.  Discours sur la parallaxe de la Lune. — Paris: L'Imprimerie Royale, 1741.
- Maupertuis P. L. M.  Discours sur la figure des astres. — 1742.
- Maupertuis P. L. M.  Accord de différentes loix de la Nature qui avoient jusqu’ici paru incompatibles // Histoire de l’Académie des Sciences de Paris. — Paris, 1744.
- Maupertuis P. L. M.  Vénus physique, ou Une dissertation sur l’origine des hommes, et des animaux. — 1745.
- Maupertuis P. L. M.  Les loix de mouvement et du repos déduites d’un Principe Métaphysique // Histoire de l’Académie Royale des Sciences et Belles Lettres. Année 1746. — Berlin, 1748. — С. 267—294.
- Maupertuis P. L. M.  Essai de cosmologie. — 1750.

## Публикации на русском языке
- Опыт нравоучительной философии, показывающий истинные к спокойствию человеческому средства — СПб., 1777.